# لنفیر تلهیارن
لنفیر تلهیارن (به انگلیسی: Llanfair Talhaiarn) یک منطقهٔ مسکونی در بریتانیا است که در شهرستان مستقل کانوی واقع شده‌است. لنفیر تلهیارن ۱٬۰۷۰ نفر جمعیت دارد.